# Peltophryne
Peltophryne is een geslacht van kikkers uit de familie padden (Bufonidae). De groep werd voor het eerst wetenschappelijk beschreven door Leopold Fitzinger in 1843. Later werd abusievelijk de wetenschappelijke naam Peltaphryne gebruikt.
Er zijn twaalf soorten inclusief de pas in 2007 beschreven soort Peltophryne florentinoi. Alle soorten komen voor op de Grote Antillen; Cuba, Hispaniola, Isla de la Juventud en Puerto Rico.

## Soorten
Geslacht Peltophryne
- Soort Peltophryne cataulaciceps
- Soort Peltophryne empusa
- Soort Peltophryne florentinoi
- Soort Peltophryne fluviatica
- Soort Peltophryne fracta
- Soort Peltophryne fustiger
- Soort Peltophryne guentheri
- Soort Peltophryne gundlachi
- Soort Peltophryne lemur
- Soort Peltophryne longinasus
- Soort Peltophryne peltocephala
- Soort Peltophryne taladai

Adenomus · 
Altiphrynoides · 
Amazophrynella · 
Anaxyrus · 
Ansonia · 
Atelopus · 
Barbarophryne · 
Blythophryne · 
Bufo · 
Bufoides · 
Bufotes · 
Capensibufo · 
Churamiti · 
Dendrophryniscus · 
Didynamipus · 
Duttaphrynus · 
Epidalea · 
Frostius · 
Ghatophryne · 
Incilius · 
Ingerophrynus · 
Laurentophryne · 
Leptophryne · 
Melanophryniscus · 
Mertensophryne · 
Metaphryniscus · 
Nannophryne · 
Nectophryne · 
Nectophrynoides · 
Nimbaphrynoides · 
Oreophrynella · 
Osornophryne · 
Parapelophryne · 
Pedostibes · 
Pelophryne · 
Peltophryne · 
Phrynoidis · 
Poyntonophrynus · 
Pseudobufo · 
Rentapia · 
Rhaebo · 
Rhinella · 
Sabahphrynus · 
Schismaderma · 
Sclerophrys · 
Strauchbufo · 
Truebella · 
Vandijkophrynus · 
Werneria · 
Wolterstorffina · 
Xanthophryne